# Charles Yale Knight
Charles Yale Knight (1868 Salem, Indiana, USA – 1940) byl americký vynálezce a podnikatel, autor motoru se šoupátkovým rozvodem.
Původně byl novinářem a tiskařem, pracoval pro „Minneapolis Tribune“. V roce 1894 odešel do Chicaga a založil zde magazín „Dairy Produce“.

## Cesta k motoru se šoupátkovým rozvodem

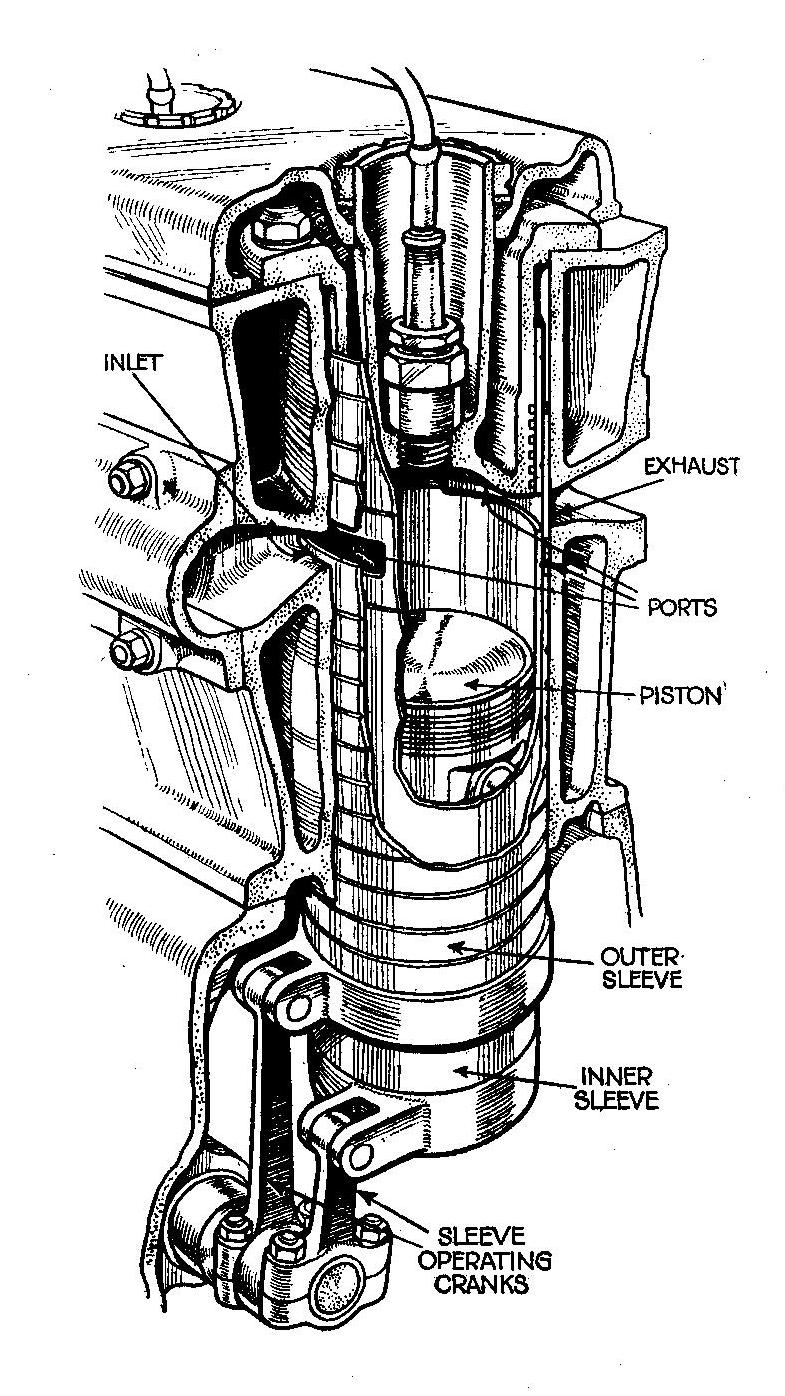
Schematický řez motorem „systému Knight“

V roce 1901 koupil Knight 15. vyrobenou tříkolku značky Knox „Waterless“ s vzduchem chlazeným jednoválcovým motorem. S vozítkem však nebyl spokojen zejména pro velkou hlučnost jeho motoru. O několik let později si pořídil vůz firmy Searchmont, která byla už v té době v konkursu. To společně s tím, že pružiny ventilů jeho motoru často praskaly, jej rozhněvalo. Věřil, že by mohl navrhnout lepší motor, tišší a bez problémů, které způsobují talířové ventily. Byl obeznámen s principem šoupátek používaných v prvních spalovacích motorech, jeden z nich poháněl otcův katr, který Charles Yale opravoval. Inspirován byl údajně i šoupátky v parních strojích.
Vývoj „tichého“ motoru trval pět let, finančně jej podporoval chicagský obchodník Lyman Bernard Kilbourne, celkem vyšel na 150 000 dolarů. Zkušební motor byl vyroben v Oak Park v Illinois v roce 1903. Výzkum a vývoj pokračoval do roku 1905, kdy prošel prototyp tvrdými testy ve městě Elyria v Ohiu. První čtyřválec „Silent Knight“ o objemu 2523 cm³ a výkonu 30 kW v cestovním voze Knights Searchmont byl představen na Chicago Auto Show v říjnu 1906 a stál 3500 dolarů. Během tří let bylo prodáno pouze 38 kusů.
V Knightově motoru se píst pohybuje ve vnitřním z dvojice šoupátek, což jsou tenkostěnné válce, které kloužou jeden po druhém. Jejich pohyb zajišťují ojnice spojené s excentry. Čtverhranné otvory v šoupátkách poté vzájemným posouváním a překrýváním otevírají/zavírají sání a poté výfuk. Protisměrný pohyb šoupátek zrychluje otevření plného průřezu. Výhodou je kromě vyšší účinnosti plnění válců také současném omezení samozápalů. Motory Knight jsou mechanicky tišší, i v souvislosti s precizním opracováním součástek. Nedochází také k přímým nárazům kovu o kov jako u ventilů a jejich sedel v hlavě válců.
Novinku zkoušelo několik amerických výrobců včetně značky Pierce-Arrow, která jej porovnávala s vlastním motorem ve svém voze. Prokázala se vyšší účinnost motoru systému Knight při rychlostech nad 30 mil v hodině (48 km/h). Vůz s motorem Knight byl také celkově rychlejší, nevýhodou byla značná spotřeba oleje, téměř 2 litry na 70 mil. Automobilka Pierce-Arrow ale Knightův systém nakonec pro užití ve svých automobilech zavrhla, i proto, že rychlosti přes 55 mil za hodinu (89 km/h) v té době považovala pro cestující za nebezpečné. Problémem se ukázal i obtížnější start za chladného počasí. Negativní publicity se Knightovi dostalo v této době i poté, co jeho prototyp v Glidden tour 1906 vypadl pro mechanickou závadu hned první den.
Knight se ale rozhodl pokusit získat zájem o svůj systém u anglických výrobců. V roce 1907 odjel s jedním ze svých automobilů do Londýna, kde se setkal s krajanem – Američanem Percy Martinem a ředitelem Daimler Motor Company Edwardem Manvillem. Inženýři Daimleru testovali Knightův motor a výsledky byly natolik povzbudivé, že Daimler vytvořil tajný tým, který se Knightově koncepci a jejímu vylepšení věnoval. Po dokončení projektu, i když už nešlo o čistě „Knightův motor“, na něj získala firma britský patent 6. června 1908. V září Daimler oznámil, že motory „Silent Knight“ budou instalovány do některých vozů firmy v modelovém roce 1909.
Aby automobilka Daimler umlčela kritiku a námitky konkurentů, nechala Královským autoklubem (RAC) provést nezávislé testy výrazně vylepšených motorů. Při prvním testu, který začal 22. března 1909, běžely dva motory Daimler Knight (výkon 38 a 22 k) v plném zatížení na testovací stolici 132 hodin nonstop. Při druhém testu byly tyto dva motory instalovány do cestovních vozů, které na dráze v Brooklands najely téměř 2000 mil (3200 km). Poté byly motory opět umístěny na testovací stolici a zde zkoušeny pět hodin. Inženýři RAC poté motory demontovali a ve zprávě uvedli, že na motorech není znatelné opotřebení válců, písty jsou čisté a ventily nevykazují žádné znaky opotřebení. Po zveřejnění zprávy se cena akcií Daimleru prudce zvedla z 0,85 na 18,75 £. Královský autoklub byl výsledky tak ohromen, že udělil firmě Daimler Dewarovu trofej pro rok 1909.
Daimlerem vylepšené motory Knightova systému přitáhly pozornost evropských automobilek. Patentová práva „pro Anglii a její kolonie“ měl zajištěná Daimler a s belgickou automobilkou Minerva se dělil o patentová práva v Evropě poměrem 60:40 %. Práva poté zakoupily automobilky Panhard & Levassor a Mercedes.

## Užití motorů systému Knight v automobilech

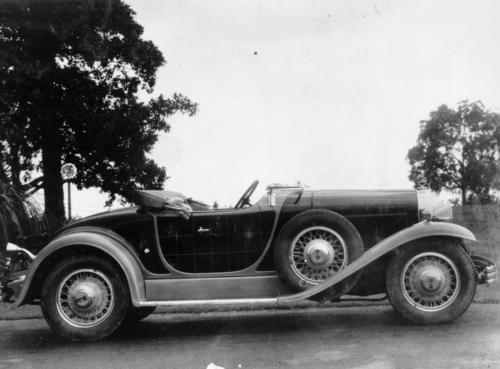
Willys-Knight Great Six roadster (1929–30)

I když motor systému Knight pocházel z USA a zde se také v největším množství vyráběl (vůbec nejvíc motorů vyrobila a použila automobilka Willys, užívala je ve vozech značky Willys-Knight), jejich konstrukce slavila největší komerční úspěch v Anglii zejména díky značce Daimler, která užívala patentované řešení od roku 1908. V Evropě se také systém udržel déle. Francouzské firmy systém Knight i nadále a intenzivně rozvíjely.
Mercedes vyráběl motory Knight 16/50 s objemem 4 litry až do roku 1924, vůz Simson Supra Knight z přelomu let 1925–1926 byl pravděpodobně posledním v Německu vyráběným automobilem užívajícím tento systém. Ve Francii, kromě firem Peugeot a Mors, užívaly standardně motory s rozvodem Knight v letech 1923 až 1940 i dvě značky vyrábějící luxusní automobily: Avions Voisin a Panhard & Levassor. Voisin vyráběl navíc vzduchem chlazené hvězdicové motory užívající Knightův systém až do roku 1935.
Luxusní vůz Panhard & Levassor Dynamic, vyráběný až do léta roku 1940, byl posledním sériově vyráběným automobilem osazeným motorem systému Knight.
Patenty byly registrovány v nejméně osmi různých zemích a celkově motory tohoto systému užívalo asi třicet automobilek. Jako jedna z prvních se o licenční výrobu přihlásila firma Daimler Motoren Gesellschaft ve Stuttgartu, která „Silent Knight“ také dále rozvíjela. V licenci vyráběly motory i firmy Panhard & Levassor a Hotchkiss ve Francii, Minerva v Belgii, Reichenberger Automobil Fabrik a po jejím převzetí Laurin & Klement v Rakousko-Uhersku.
výběr automobilek
- Brewster
- Columbia (1912–1913)
- Daimler
- Falcon-Knight (1927–1929)
- Lyons-Knight (1913–1915)
- Mercedes (1911–1924)[9]
- Minerva
- Moline-Knight (1914–1919)
- Mors
- Panhard et Levassor
- Peugeot
- R&V Knight (1920–1924)
- Rover (1911–1912)
- Silent-Knight (1905–1907)
- Stoddard-Dayton
- Stearns-Knight (1911–1929)
- Voisin (1919–1938)
- Willys-Knight (1915–1933)
- Yellow Cab/Truck Co. (1923–1927)